# Anthicus botswanaensis
Anthicus botswanaensis es una especie de coleóptero de la familia Anthicidae.

## Distribución geográfica
Habita en Botsuana.